# Йохан I (епископ на Утрехт)
Йохан I фон Насау (на немски: Johann von Nassau; на нидерландски: Jan van Nassau; * ок. 1230; † 13 юли 1309, Девентер, Нидерландия) е от 1267 до 1288 г. епископ-елект на Утрехт.

## Живот
Той е шестият син на граф Хайнрих II „Богатия“ фон Насау (1190 – 1251) и съпругата му Матилда фон Гелдерн-Цутфен († сл. 1247), дъщеря на граф Ото I фон Гелдерн.
Катедралният капител на Утрехт го избира през 1267 г. за епископ по настояване на кръвния му роднина графа на Холандия и Гелдерн, въпреки че не е духовник. Затова той може да се нарича само „Елект“. Йохан помага на граф Ото II фон Гелдерн в конфликта му с архиепископ Енгелберт II фон Кьолн.
През 1270 г., заради крадливи банди, той трябва да смени седалището си от Утрехт в Девентер. Йохан управлява епископството си лошо и архиепископът на Кьолн Зигфрид фон Вестербург го отлъчва и през 1288 г. катедралният капител го сваля от поста му.

## Деца
Йохан има три незаконни сина и една дъщеря:
- Йохан († 4 юни 1352 в битка)
- Якоб († 21 март, сл. 1340)
- Ото (1320)
- Матилда (Мехтилд) († 1350)